# Château de Saponay
Le château de Saponay est un château situé à Saponay, en France.

## Situation
Le château est situé sur la commune de Saponay, dans le département de l'Aisne.

## Historique

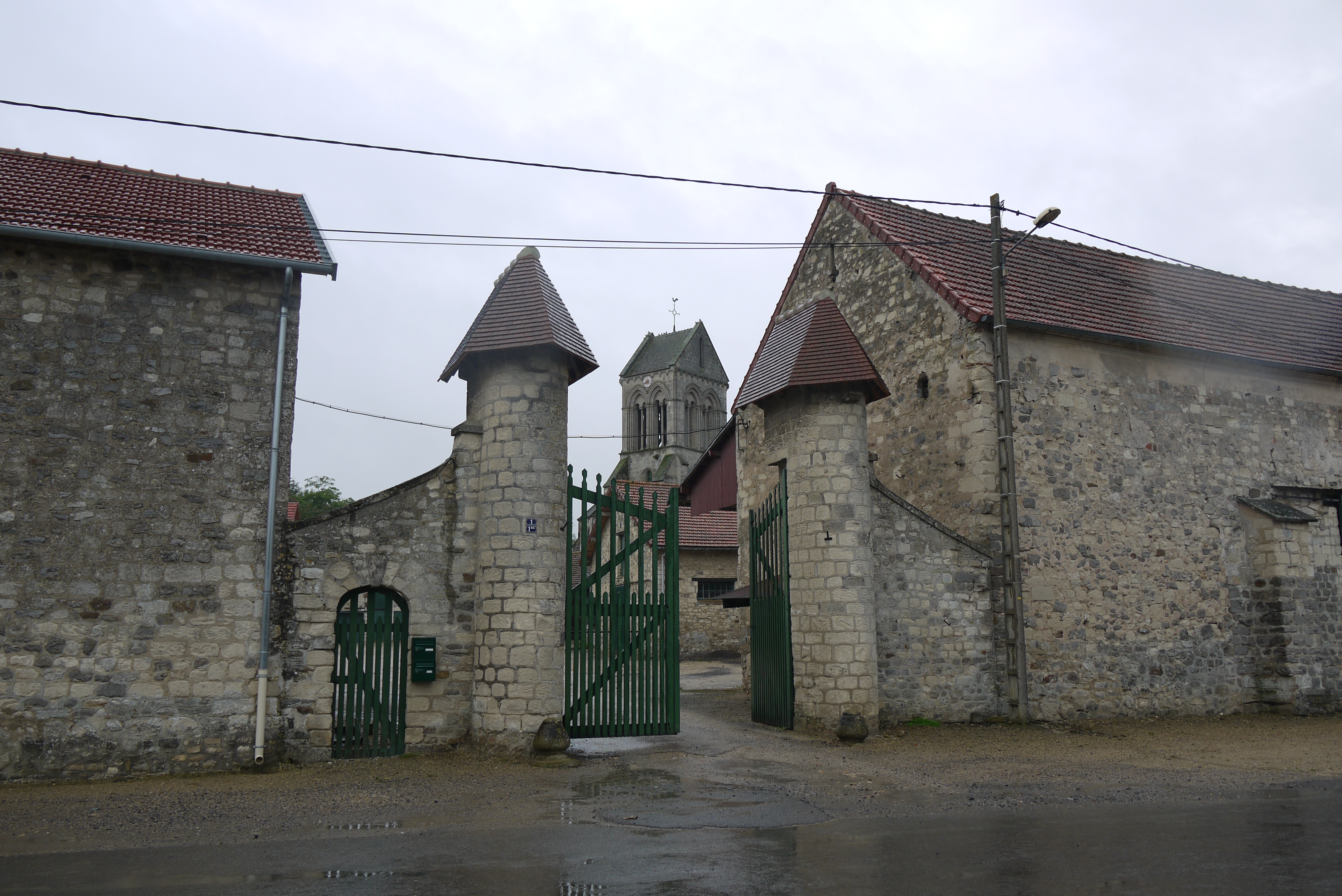
Château de Saponay avec l'église Notre-Dame en arrière-plan.

Le monument est inscrit au titre des monuments historiques en 1928.